# 埃吉伊苏布瓦
埃吉伊苏布瓦（法語：Éguilly-sous-Bois，法語發音：[eɡiji su bwa]）是法国奥布省的一个市镇，位于该省东南部，属于特鲁瓦区。

## 地理
埃吉伊苏布瓦（48°8'23"N, 4°32'11"E）面积10.11 平方千米，位于法国大東部大區奥布省，该省份为法国中北部省份，北起马恩省，西接塞纳-马恩省，西南至约讷省，东南至科多尔省，东临上马恩省。
与埃吉伊苏布瓦接壤的市镇（或旧市镇、城区）包括：贝尔蒂尼奥勒、沙瑟奈、隆普雷勒塞克、诺埃莱马莱、维特里勒克鲁瓦塞。

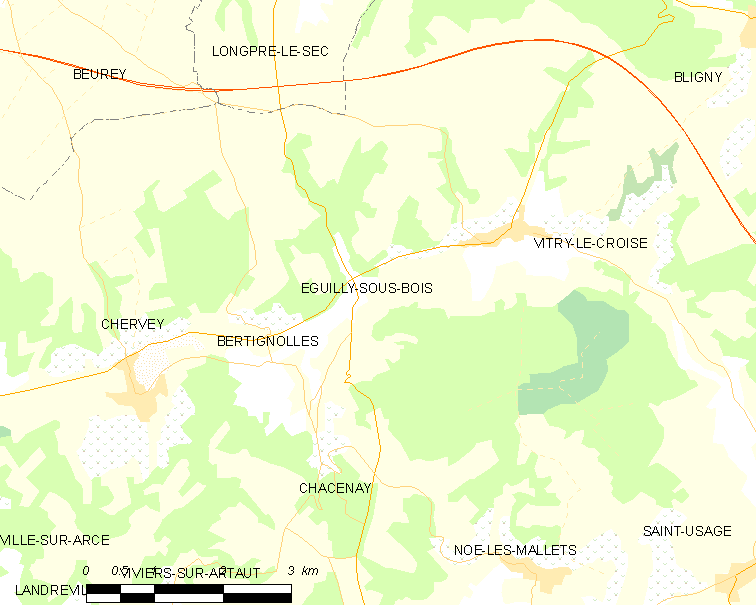
埃吉伊苏布瓦的OSM定位图

埃吉伊苏布瓦的时区为UTC+01:00、UTC+02:00（夏令时）。

## 行政
埃吉伊苏布瓦的邮政编码为10110，INSEE市镇编码为10136。

## 政治
埃吉伊苏布瓦所属的省级选区为塞纳河畔巴尔县。

## 人口

1962-2008年间埃吉伊苏布瓦人口变化图示

埃吉伊苏布瓦于2022年1月1日时的人口数量为114人。